# مجلس الوزراء الكويتي (يناير 1965)
مجلس الوزراء الكويتي لعام 1965 هو رابع تشكيل وزاري رسمي بالكويت بمرسوم رقم 1/1965. وجاء تشكيل الحكومة الرابعة بعد استقالة الحكومة الثالثة باسبوع واحد. تم تشكيلها بتاريخ 3 يناير 1965 واستمرت قرابة العام حتى تاريخ 27 نوفمبر 1965. حيث جاءت الاستقالة بعد ثلاثة أيام من تاريخ وفاة الشيخ عبد الله السالم الصباح أمير دولة الكويت آنذاك.
وقد ضم التشكيل الحكومي 5 شيوخ و3 أعضاء منتخبون بمجلس الأمة الكويتي 1963 و6 وزراء من عامة الشعب. وكان رئيس مجلس الوزراء هو الشيخ صباح السالم الصباح.

## أعضاء مجلس الوزراء
- صباح السالم الصباح: رئيس مجلس الوزراء.
- جابر الأحمد الجابر الصباح : وزيرا للمالية والصناعة
- عبد الله أحمد السميط : وزيرا للكهرباء والماء
- خالد أحمد الجسار : وزيرا للعدل
- صالح عبد الملك الصالح : وزيرا للبريد والبرق والهاتف
- خليفة خالد الغنيم : وزيرا للتجارة
- خالد عيسى الصالح : وزيرا للأشغال العامة
- سعد العبد الله السالم الصباح : وزيرا للداخلية والدفاع
- صباح الأحمد الجابر الصباح : وزيرا للخارجية
- يوسف السيد هاشم الرفاعي : وزير دولة لشئون مجلس الوزراء (كان عضواً في مجلس الأمة الكويتي 1963)
- خالد مسعود الفهيد : وزيرا للتربية والتعليم (كان عضواً في مجلس الأمة الكويتي 1963)
- عبد العزيز عبد الله الصرعاوي : وزيرا للشئون الاجتماعية والعمل
- عبد العزيز إبراهيم الفليج : وزيرا للصحة العامة
- عبد الله مشاري الروضان : وزيرا للأوقاف (كان عضواً في مجلس الأمة الكويتي 1963)
- مبارك العبد الله الأحمد الصباح : وزيرا للإرشاد والانباء

لم تطرأ أي تعديلات أو تعينات خلال مدة التشكيل الحكومي حتى تاريخ استقالتها.